# Rebecq
Rebecq (in olandese Roosbeek, in vallone Ribek) è un comune belga di 10 560 abitanti, situato nella provincia del Brabante Vallone.
Gli abitanti di Rebecq parlano francese e, come tali, fanno parte della comunità francofona del Belgio. Il vallone non viene più parlato se non in modo marginale, essenzialmente dalla fascia più anziana della popolazione. A Bierghes, villaggio adiacente situato nel Brabante Fiammingo, alcuni abitanti parlano il neerlandese.
Rebecq è situata a una ventina di km a sud-ovest di Bruxelles e fa parte di una regione tranquilla, verdeggiante e collinare del Brabante Vallone chiamata Roman Païs.
A seguito della fusione avvenuta nel 1977 l'agglomerato di Rebecq fu costituito dai seguenti vecchi comuni, da quel momento in poi chiamati "sezioni": Rebecq-Rognon, Quenast e Bierghes. In quell'occasione, una porzione del territorio di Saintes - compreso il villaggio di Wisbecq - venne trasferita alla sezione di Bierghes. Rebecq il 1º gennaio 2015 contava circa 11 000 abitanti.
Rebecq confina con quattro comuni: Tubize (Brabante Vallone), Braine (Hainaut), Enghien (Hainaut) e Pepingen (Brabante Fiammingo).

## Amministrazione

### Gemellaggi
- Monghidoro, dal 13 luglio 2002[1]